# Racconigi
Racconigi (IPA: [rak ko ˈni ʤi], Racunis in piemontese) è un comune italiano di 9 626 abitanti della provincia di Cuneo in Piemonte. È noto ai più per il suo castello, residenza dei reali sabaudi, dove nacque l'ultimo re d'Italia Umberto II.

## Geografia fisica
(Costanzo Liprandi, Racconigi)

### Territorio

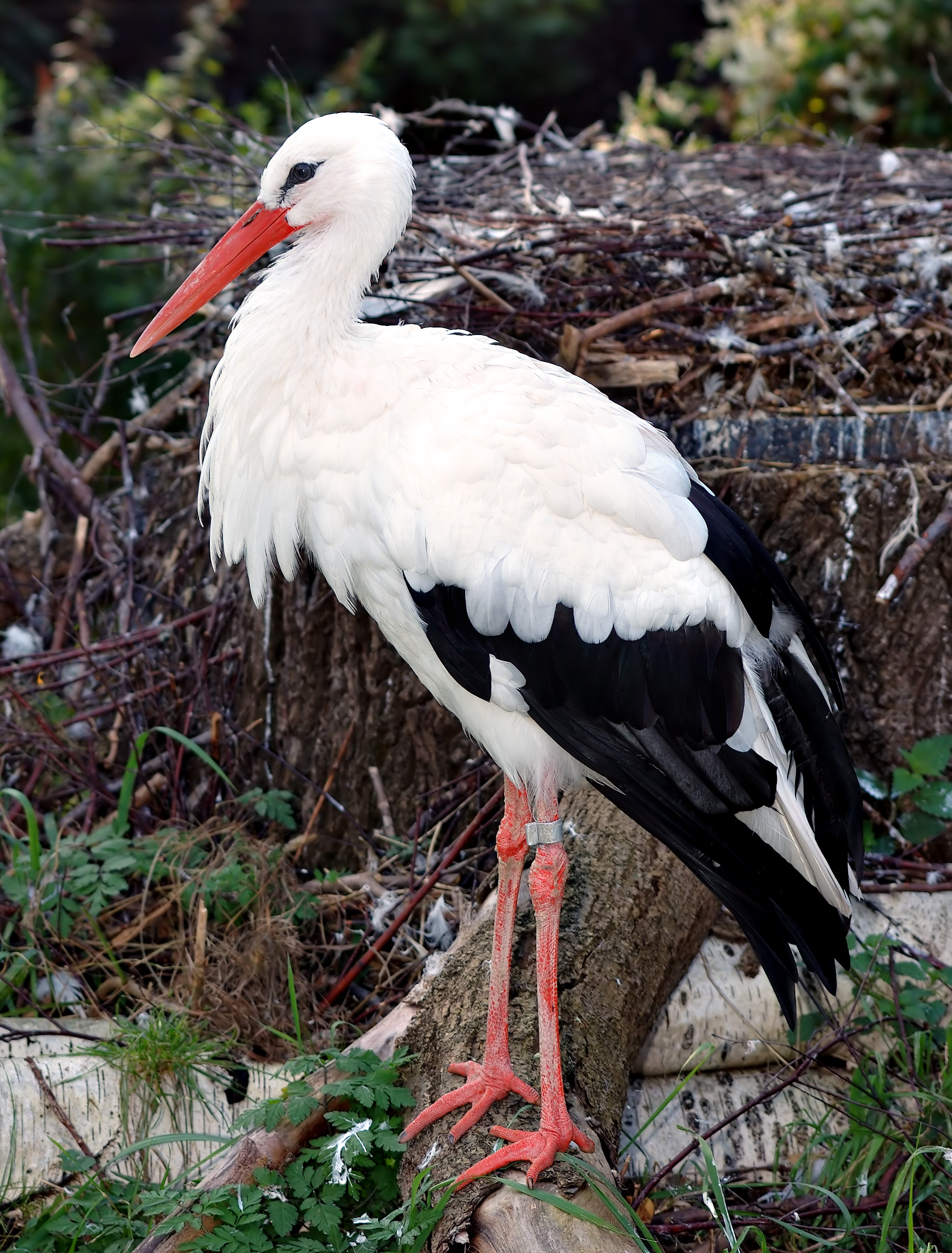
La cicogna bianca

Racconigi si trova nella pianura alluvionale che, stretta tra le ultime propaggini delle Alpi Cozie e delle colline del Roero, si estende tra Torino e Cuneo. In termini più specifici si tratta di un altipiano posto a un'altezza che varia tra i 180 e i 400 metri sul livello del mare. Posto al limite settentrionale della provincia di Cuneo, il territorio comunale è prevalentemente pianeggiante e si estende su una superficie di poco più di 48 km², a un'altezza media di 260 metri sul livello del mare. Sono assenti rilievi. Il territorio è leggermente declinante in direzione nord.
Viene attraversato dal torrente Maira, dal suo tributario Mellea e da numerosi canali. Al confine settentrionale del comune si trova la foce del Maira che confluisce nel Po. La zona è ricca di risorgive e il terreno, tra i più fertili della provincia, è adatto alla coltivazione intensiva di prodotti cerealicoli. I boschi che un tempo ricoprivano gran parte della campagna sono stati sostituiti da piantagioni di pioppi. Sebbene frutto dell'opera dell'uomo, è notevole il bosco-parco del castello di Racconigi che si estende per circa 180 ettari con piante autoctone che superano i 150 anni di età.
Dal 1985 è stato istituito in via Stramiano il Centro cicogne e anatidi Racconigi per la protezione della fauna avicola e la reintroduzione di specie in via di estinzione come la cicogna bianca e il gobbo rugginoso.

### Clima
| Racconigi           | Mesi | Mesi | Mesi | Mesi | Mesi | Mesi | Mesi | Mesi | Mesi | Mesi | Mesi | Mesi | Stagioni | Stagioni | Stagioni | Stagioni | Anno |
| Racconigi           | Gen  | Feb  | Mar  | Apr  | Mag  | Giu  | Lug  | Ago  | Set  | Ott  | Nov  | Dic  | Inv      | Pri      | Est      | Aut      | Anno |
| ------------------- | ---- | ---- | ---- | ---- | ---- | ---- | ---- | ---- | ---- | ---- | ---- | ---- | -------- | -------- | -------- | -------- | ---- |
| T. max. media (°C)  | 3,7  | 6,4  | 11,5 | 17,0 | 22,1 | 26,2 | 28,8 | 27,4 | 23,0 | 15,9 | 9,3  | 5,4  | 5,2      | 16,9     | 27,5     | 16,1     | 16,4 |
| T. min. media (°C)  | −1,9 | −0,7 | 3,5  | 7,6  | 11,7 | 15,5 | 17,9 | 16,9 | 14,3 | 8,7  | 3,9  | 0,0  | −0,9     | 7,6      | 16,8     | 9,0      | 8,1  |
| Precipitazioni (mm) | 23   | 34   | 59   | 86   | 60   | 67   | 53   | 47   | 66   | 91   | 87   | 68   | 125      | 205      | 167      | 244      | 741  |
| Giorni di pioggia   | 4    | 5    | 7    | 8    | 7    | 8    | 5    | 4    | 5    | 8    | 6    | 6    | 15       | 22       | 17       | 19       | 73   |

## Origini del nome
Sull'origine del toponimo di Racconigi sono state avanzate numerose ipotesi.
- Origine dal sostantivo della lingua greca racos ("cencio", "veste lacera"): per estensione avrebbe indicato una zona malsana spesso trasformata in palude da straripamenti del torrente Macra.
- Una seconda derivazione richiamerebbe il termine raca in riferimento al termine con cui venivano indicati i mantelli tessuti dalla lana della pecora di Pollenzo (la romana Pollentia situata a 20 km a sud-est).
- Onorato Nicolis, considerando l'evoluzione urbanistica di Racconigi, da luogo di case sparse a conglomerato urbano, ne deriva il nome dal verbo raccogliere.
- La tesi più accreditata è quella di Giandomenico Serra[8] il quale presume un'origine longobarda del nome. Il termine Racconigi deriverebbe da Raco(n) -is, in cui Raco sarebbe il nome di un capoclan longobardo insediatosi in zona nel periodo tardo imperiale e -is deriverebbe dal suffisso aggettivale -ensis. Il nome significherebbe dunque "Luogo del clan dei Raco".

Nel corso dei secoli il nome di Racconigi ha subito numerose modifiche. Dal latino Raconisium alle versioni in volgare Raconigi e Raconiggi, al francese Raconis, utilizzato fin dopo il periodo napoleonico.

## Storia

### Origini
Il territorio di Racconigi fu abitato già in epoca romana come testimoniano alcune tombe alla cappuccina rinvenute nei pressi della città e un'epigrafe un tempo murata sull'ex pieve di San Dalmazzo. L'area era abitata dalla tribù dei Vagienni che, dopo la romanizzazione del territorio, ebbero come principale centro Augusta Bagiennorum. Era posta sulla direttrice che collegava Alba Pompeia e Pollentia con Augusta Taurinorum. Il luogo in quel periodo era occupato in gran parte da boschi e acquitrini.
Il paese, tuttavia, ha origine medioevale. I primi documenti in cui è citato il nome di Racconigi risalgono all'anno Mille. La prima attestazione del toponimo appare nel 959 nella forma Racunese, in cui è evidente l'originario suffisso -ensem; più tardi compaiono Racunis (1075), Raconisio (1080); il suffisso citato è probabilmente aggiunto a Racco, -onis, un antroponimo germanico (ossia longobardo) poi latinizzato.
Nel 1004 è citata per la prima volta la presenza in loco di un fortilizio, da cui deriverà poi il castello. Nel 1064 il territorio racconigese appare nominato in un atto di donazione della marchesa Adelaide di Susa a favore dell'abbazia di Santa Maria di Pinerolo.
Inizialmente il paese era posto più a est dell'attuale centro in prossimità della pieve di San Dalmazzo, distrutta nel XIX secolo.

### Il Medioevo
La comunità inizia ben presto a strutturarsi attorno al castello fortificato e sorgono i primi elementi di vita comunale. Nei secoli fu feudo di diverse famiglie. All'inizio dell'anno 1000 risulta possedimento dei monaci di Nonantola. Passò poi in mano ai Conti di Pombia (1034) e di Romagnano per poi diventare proprietà del Marchese di Saluzzo (1175).
Tra il 1186 e il 1198 cominciarono a svilupparsi i primi segni di esperienza comunale a Racconigi.
Il 12 dicembre 1198 la Comunità di Racconigi firma un atto con il marchese di Saluzzo Manfredo II in cui si impegnava annualmente a versare, in cambio di libertà e franchigie, cento mogge di grano e ottanta lire astensi Fino al XV secolo rimase importante feudo marchionale per il quale rappresentò un baluardo per i confini settentrionali del Marchesato. Tra il 1260 e il 1290 furono edificate le mura a difesa del borgo.
Nel 1300 Racconigi istituì il primo consiglio comunale ante litteram. Tale istituto, con il compito di gestire la vita comunitaria si riuniva nella chiesa di Santa Maria de Castro e, dopo avere ascoltato messa, proceda a votare i diversi argomenti all'ordine del giorno. Nel 1414, con l'estinzione dei signori di Acaia, la città, che contava allora circa duemila abitanti, divenne feudo dei Savoia-Racconigi. Tra il 1420 e il 1430 con l'approvazione dei Savoia, Racconigi mise per iscritto il primo Statuto comunale, il cosiddetto Libro della Catena. Esso consisteva in circa 90 articoli in cui venivano disciplinati i vari settori della vita socioeconomica e politica del comune.
Numerosi in questo periodo risultano essere gli atti di lite tra la comunità di Racconigi e le comunità limitrofe in merito all'utilizzo delle acque dei canali a scopo irriguo, mentre non si rilevano contenziosi per questioni territoriali.
Venne introdotta la coltura del gelso e del baco da seta che veniva praticata a livello famigliare, senza rappresentare ancora una vera e propria attività a sé stante.
Visse in questo periodo la beata Caterina de' Mattei, mistica terziaria domenicana, processata per stregoneria e costretta dai suoi concittadini a rifugiarsi nella vicina Caramagna Piemonte. Furono fondati importanti monasteri: il convento dei domenicani, risalente alla seconda metà del Cinquecento e il convento dei Servi di Maria.

### I secoli d'oro e lo sviluppo cittadino (Seicento-Settecento)

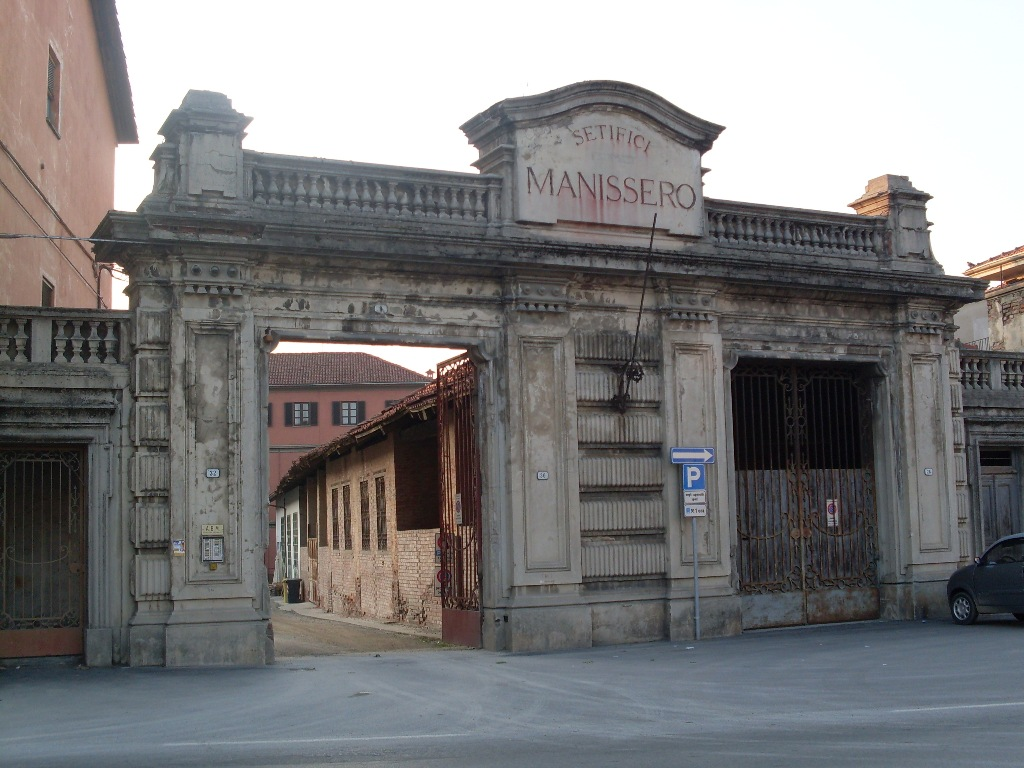
Facciata setificio Manissero

Tra la fine del Seicento e l'inizio del Settecento si avviò un processo di sviluppo economico e produttivo, appoggiato dal potere centrale e destinato a favorire l'investimento di capitali nella terra. Sotto i Savoia-Carignano Racconigi rafforzò la già esistente attività legata alla seta che, passata dalla sfera domestica a quella su larga scala, fece della città una vera e propria capitale europea del filato.
La trasformazione del tessuto urbano e l'abbattimento delle mura medioevali che permisero al concentrico di allargarsi, la costruzione di nuovi canali per i setifici e la costruzione di imponenti fabbricati detti filande portarono in breve Racconigi a essere soggetto di uno sviluppo industriale che difficilmente fu eguagliato in altre zone dello stato sabaudo. Nel 1677 la famiglia Peyroni fondò il primo stabilimento seguita nel 1694 dal setificio dei Blasi. Nel 1787 erano attivi 33 filatoi che impiegavano circa quattromila operai mentre in Racconigi la popolazione censita era di 11 689 unità. In questo periodo la produzione serica racconigese rappresentava il 37% dell'intera produzione del Piemonte. In termini assoluti la quantità di filato grezzo ammontava a 254 000 libbre annue.

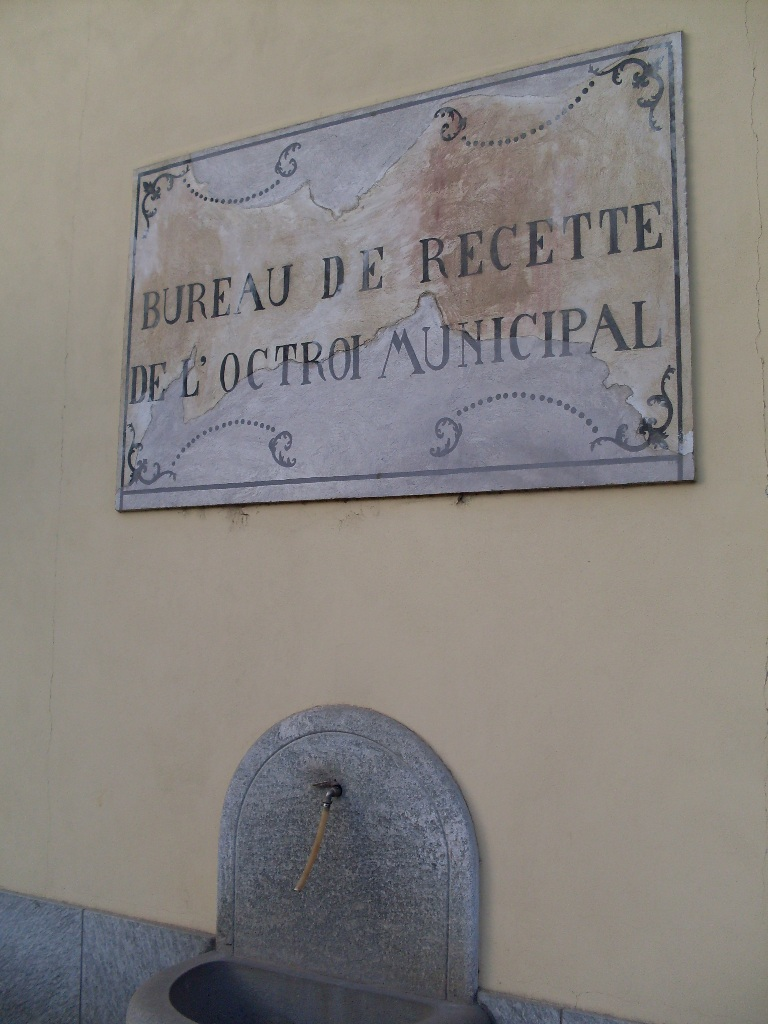
Insegna dell'ufficio delle imposte durante l'occupazione francese

Il Settecento è da considerarsi per Racconigi il secolo di maggior splendore anche sotto il profilo architettonico. Il castello fu ingrandito e con esso il parco. Furono ricostruite in forme barocche le due parrocchiali di Santa Maria Maggiore e San Giovanni Battista, rimodernate le confraternite e fondato l'ospedale di carità grazie al generoso lascito di Angelo Spada.

### L'occupazione francese
Gli anni finali del Settecento videro anche Racconigi coinvolta nel tracollo socio-economico-militare del Regno di Sardegna, costretto, dopo l'armistizio di Cherasco (28 aprile 1796) a capitolare di fronte alle armate francesi.
A partire dal 1799 Racconigi diventa parte del Dipartimento della Stura. Il primo cittadino di allora, Giacomo Govean, assunse il titolo di maire. In questo periodo furono frequenti le carestie e si assistette a un calo di popolazione.
Il 20 luglio 1797 sull'onda dell'ennesimo aumento dei prezzi del grano, scoppiò quella che è ricordata con il nome di "Rivoluzione di Racconigi". Durante il mercato del giovedì, sull'allora piazza del grano, i filatoristi insorgono e chiedono aumenti di salario e calmierazione dei prezzi. Per alcuni giorni vengono assaliti i palazzi nobili del centro, i cittadini inneggiano alla repubblica e viene issato l'albero della libertà. Alla rivolta si pone fine in modo violento pochi giorni dopo. L'esercito entra in città, vengono arrestati i facinorosi e dodici giovani, tra cui il Govean, capo degli insorti, sono condannati a morte e giustiziati per impiccagione poco fuori dall'abitato.

### Ottocento
L'Ottocento vide una nuova e triste epidemia di colera abbattersi su Racconigi nell'estate del 1835. Secondo le testimonianze dell'epoca, il numero di morti giornalieri superava le due dozzine.
Con l'ascesa al trono di Carlo Alberto di Savoia-Carignano si iniziarono nuovi lavori di espansione del castello con la demolizione degli edifici antistanti e la costruzione della piazza intitolata al sovrano. Nel 1832 Racconigi ottenne dal sovrano il titolo di città e fu eretto il nuovo Palazzo di Città. Nel 1842 nel castello si tennero fastosi festeggiamenti in occasione del matrimonio di Vittorio Emanuele II con Maria Adelaide d'Asburgo-Lorena: la città intera visse giorni di festa. Nel 1853 Racconigi viene raggiunta dalla linea ferroviaria Torino-Savigliano. Nacquero in questo periodo nuove istituzioni sociali, tra cui sono degni di menzione l'asilo Maria Teresa, fondato da Giuseppe Benedetto Cottolengo e l'asilo infantile Ribotta, fondato nel 1854, a favore dei bambini e degli orfani di Racconigi.

### Dal Novecento a oggi

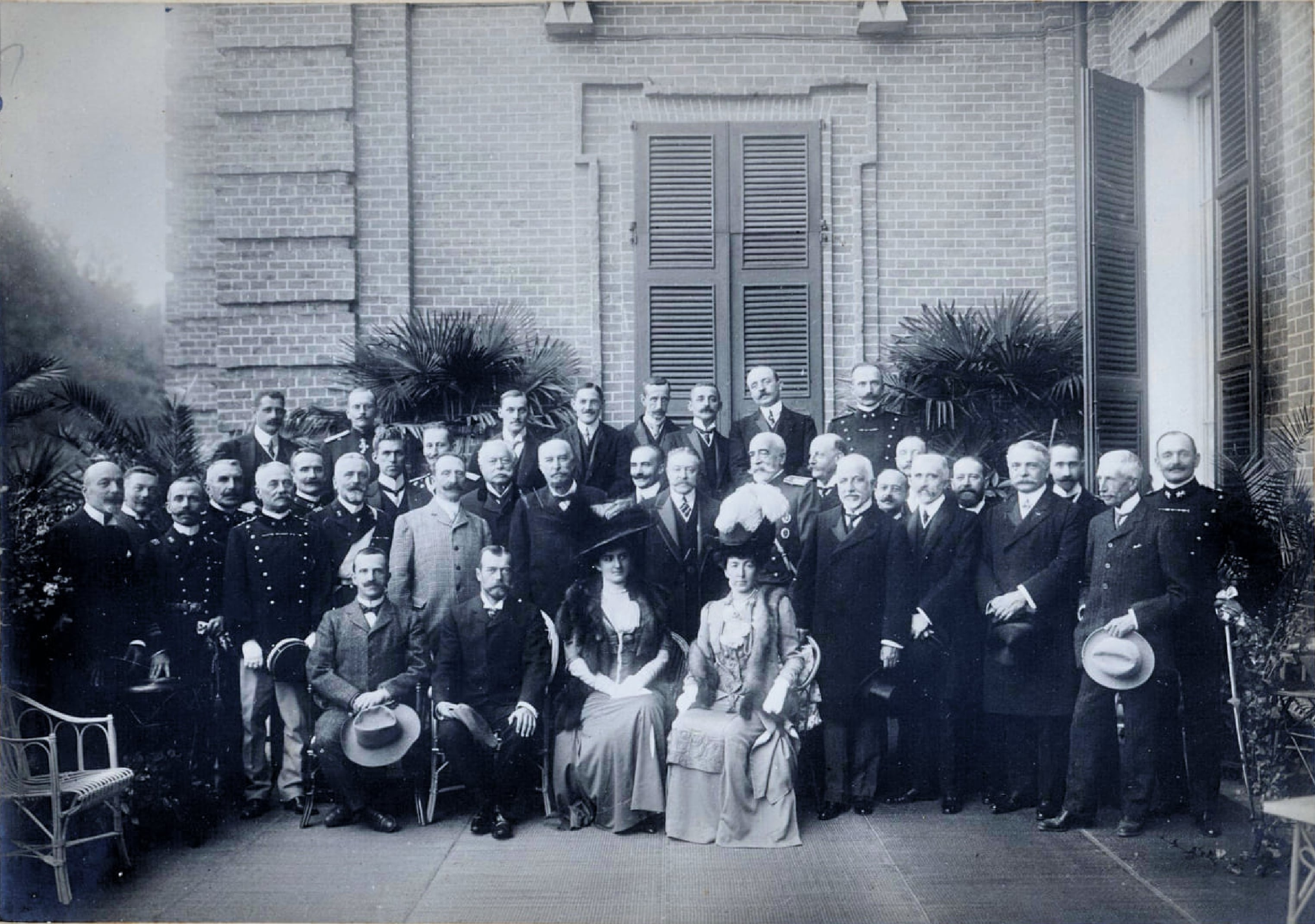
Vittorio Emanuele III di Savoia e lo zar Nicola II a Racconigi nel 1909. In seconda fila alla sinistra di Nicola II si riconosce Giovanni Giolitti.

Il 15 settembre 1904, nel Castello Reale di Racconigi, nasce l'erede al trono Umberto II di Savoia, principe di Piemonte. La città festeggia l'evento con illuminazioni, concerti e omaggi alla real Casa.
Nei giorni 23, 24 e 25 ottobre 1909 Racconigi ospita l'incontro tra lo zar Nicola II Romanov e Vittorio Emanuele III. Al termine della visita verrà firmato un accordo diplomatico passato alla storia come accordo di Racconigi. La spinta alla stipula di questi accordi segreti volti a mantenere principalmente l’assetto politico presente nei Balcani (formalizzati sotto forma di lettere redatte in francese da parte dei ministri degli esteri di Russia e d’Italia, Izwolski e Tittoni rispettivamente) fu data dall’annessione della Bosnia da parte dell’impero austro-ungarico, avvenuta nel 1908. La città è blindata da un imponente apparato di sicurezza, alta la paura di contestazioni o attentati. I tre giorni divennero un momento di festa per gli ospiti e portarono Racconigi a essere una "piccola capitale europea", conquistando le copertine dei maggiori giornali italiani e esteri dell'epoca.
Il 30 agosto 1925, in occasione del giubileo reale e dell'anno santo, una delegazione di racconigesi portò sul Monviso la croce di ferro battuto che ancora oggi è presente sulla sua vetta. Il 23 settembre del medesimo anno si celebrò, nel castello di Racconigi, il matrimonio tra Mafalda di Savoia e il principe Filippo d'Assia. Nel 1985 Bruno Vaschetti con dieci cicogne giunte dal centro svizzero di Altreu ha dato inizio alla ripopolazione in Italia di questo volatile.

### Simboli
Lo stemma e il gonfalone sono stati concessi con regio decreto del 16 novembre 1933.
Nello stemma in uso, la corona turrita da Città sormonta uno scudo barocco con cornice blu Savoia con volute e bordo dorato, e l'ovale centrale che riporta i colori dell'antica bandiera del Ducato di Savoia (croce bianca in campo rosso). Al centro dello scudo la rappresentazione del patrono san Giovanni Battista che regge in grembo un agnello (Agnus Dei).
Il gonfalone è un drappo di azzurro riccamente ornato di ricami d'oro.

## Monumenti e luoghi d'interesse

### Castello reale di Racconigi

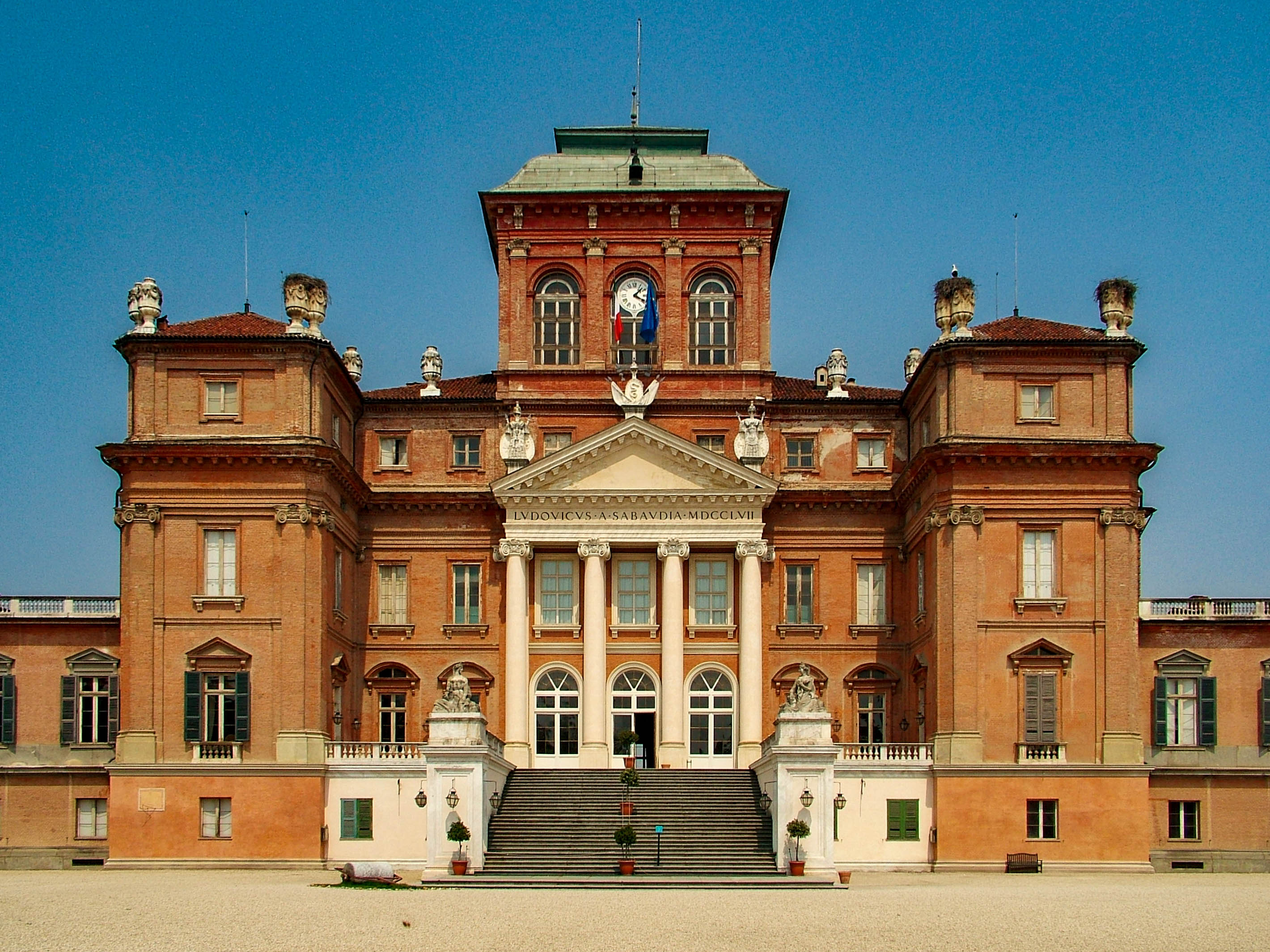
Facciata del castello

Il nucleo originario risale ai primi anni dell'XI secolo. Fino al XII secolo fu proprietà delle più potenti famiglie nobili dell'area finché giunse ai Savoia, che ne fecero una delle residenze reali più frequentate. Il castello venne più volte rimaneggiato assumendo l'attuale forma dopo gli interventi settecenteschi e ottocenteschi che ingrandirono e nobilitarono il complesso. Gli interni del castello, curati per la maggior parte dell'architetto Pelagio Palagi, mostrano tutta la loro sontuosità nei numerosi dipinti, sculture e ricchi arredi. Il gabinetto etrusco era lo studio e ufficio di rappresentanza del re. Il castello è posto nella zona nord occidentale di Racconigi e si affaccia su piazza Carlo Alberto.
Il parco di 170 ettari è stato disegnato dal paesaggista Xavier Kurten: al suo interno, a nord, sorgono le Margarie o Verne, complesso neogotico adibito a stallaggio, serre per piante e sperimentazioni agricole.
Il castello fu sede fino al 1946 delle "reali villeggiature": in occasione dei soggiorni dei sovrani — normalmente nel periodo tra agosto e settembre — numerose erano le occasioni di festa per la città; non era raro vedere Vittorio Emanuele III, Umberto II o la regina Elena girare anche in forma privata per Racconigi.
Oggi il castello estivo dei Savoia fa parte delle residenze sabaude. È sito protetto dall'UNESCO.
È un polo museale inserito nel circuito delle dimore sabaude, sede di eventi culturali e mostre periodiche.

### Architetture religiose

#### Chiesa parrocchiale di San Giovanni Battista

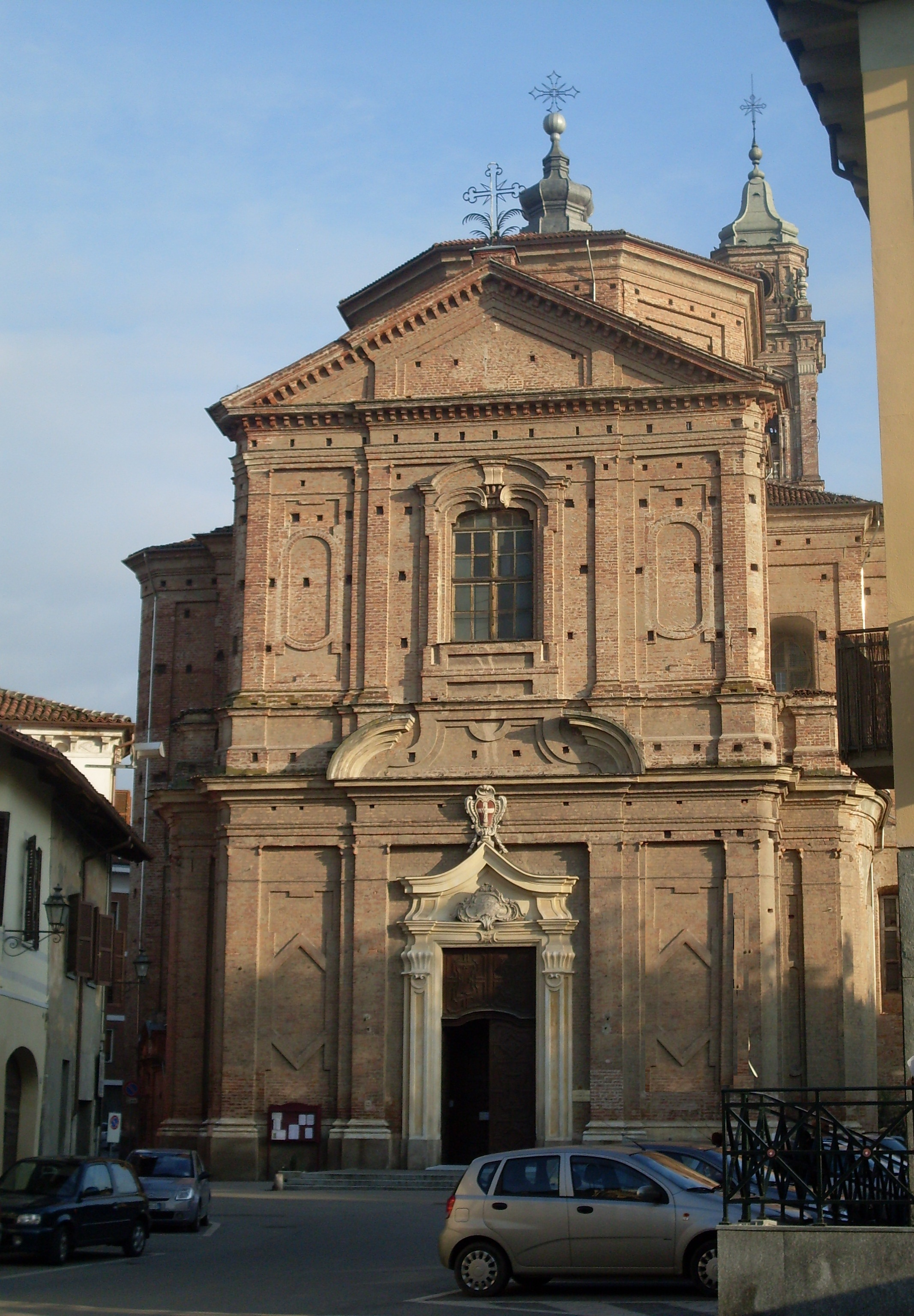
La parrocchiale di San Giovanni

Edificata nel 1730 sul luogo della primitiva parrocchiale risalente all XI secolo, la chiesa fu progettata dall'architetto Francesco Gallo e finanziata dal benefattore racconigese Giò Angelo Spada. Ha pianta a croce greca, absidata, facciata e corpo in mattoni a vista, cupola ottagonale e alto campanile. Le forme sono barocche. All'interno conserva un fonte battesimale gotico del XV secolo opera dei Fratelli Zabreri, la pala d'altare opera del Beaumont, l'organo con oltre duemila canne, opera dei fratelli Serassi di Bergamo. I dipinti parietali sono opera di Antonio Pozzo. Nel duomo si conserva altresì un quadro con la figura di San Giuseppe dipinto da Giovan Francesco Gaggini da Bissone.

#### Parrocchiale di Santa Maria Maggiore
Edificata tra il 1725 e il 1727 in sostituzione della chiesa medioevale omonima risalente all XIII secolo, la chiesa fu progettata dall'architetto Carlo Antonio Castelli e approvata nel progetto definitivo dall'architetto Filippo Juvarra. Al finanziamento della costruzione concorse la popolazione di Racconigi con una donazione di 4 000 lire.
Ha pianta rettangolare con abside a ferro di cavallo. La facciata è bipartita con rosone a trifoglio centrale, portale inquadrato da lesene ioniche. Il corpo è in mattoni a vista e la chiesa è affiancata da un alto campanile.
Le forme sono barocche. All'interno presenta quattro cappelle laterali ricche di stucchi, indorature e marmi: tra di esse si distingue quella delle anime del purgatorio in cui è posto l'omonimo dipinto opera di Sante Prunati, datato 1704. I dipinti parietali sono opera di Paolo Emilio Morgari. Affiancata alla chiesa si trova la sagrestia con ricchi dipinti e pala d'altare raffigurante l'Assunta opera del pittore Carlo Beaumont.

#### Santuario reale votivo Madonna delle Grazie
Il santuario reale Madonna delle Grazie fu costruito nel 1838 per volere di re Carlo Alberto di Savoia in ringraziamento per la liberazione dalla peste che aveva colpito la città tre anni prima. La costruzione fu affidata all'architetto Ernesto Melano che progettò il santuario in stile neoclassico ispirandosi nelle forme al Pantheon di Roma. All'interno custodisce l'icona su legno, considerata acheropita, della Vergine risalente al 1493, dipinta in ricordo della guarigione di un sordomuto presso le rive del torrente Macra. Il pavimento è in marmo e la riproduzione dello stemma di casa Savoia in mosaico al centro della chiesa. Presso la porta d'ingresso sono tumulati alcuni esponenti di rami collaterali della famiglia Savoia-Carignano. La festa votiva titolare è il 26 agosto.

### Altri edifici religiosi
Nel centro cittadino:

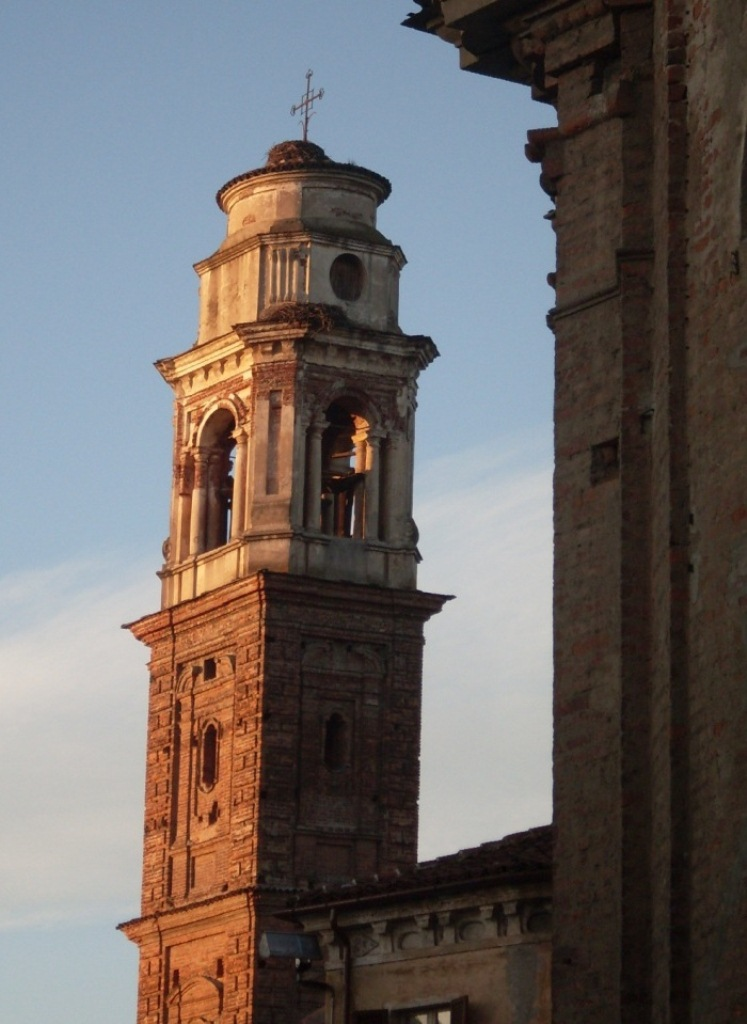
Campanile di San Giovanni Decollato

- Cappella di San Rocco, con porticato (1601)
- Chiesa e convento di San Francesco d'Assisi (1625)
- Confraternita di Santa Croce secolo XII, anche detta dei Battuti Bianchi.
- Chiesa della Confraternita di San Giovanni Decollato (1631) detta anche dei Battuti Neri
- Chiesa del SS. Nome di Gesù e della SS. Trinità (1659)
- Chiesa Madonna della Porta (1701) quadro Madonna del Latte (1631)
- Convento e chiesa di Santa Chiara, ex convento di clausura edificato nel 1664 su disegno di Guarino Guarini
- Chiesa della Beata Caterina (1836)

Nei dintorni di Racconigi:
- Chiesa di Sant'Anna, in frazione Tagliata (1750)
- Chiesa di San Matteo, in frazione Oja (1750)
- Chiesa di San Pietro in Vincoli, in frazione Canapile (1764)
- Chiesetta di Santa Maria Assunta, località Migliabruna (1838)

### Architetture civili
Il territorio e il concentrico di Racconigi è attraversato da una fitta rete di canali. Il suo sviluppo risale al XVI secolo quando iniziò a svilupparsi l'industria della seta.
La derivazione delle bealere, a lungo proprietà dei vari Signori di Racconigi, ha inizio a sud dell'abitato dove esiste una sorta di diga sul torrente Maira, la Fica.
Attraverso il canale derivatore della Brunotta l'acqua entra in città e si divide in numerosi canali che oggi scorrono sotto le vie. Sono ormai visibili unicamente il canale che scorre a lato del Viale e un tratto del medesimo che affianca il cortile d'onore del castello in via XX Settembre.
Rimangono due toponimi a rivelare al presenza di altrettanti canali: il primo è Ponte di Santa Maria, dietro l'omonima parrocchia dove un tempo esisteva appunto un ponticello che attraversava un canale. Via della Biarletta è invece il nome dell'attuale via Roda un tempo quasi interamente occupata da un canale.

#### Palazzo comunale
Il palazzo del comune o palazzo di città, costruito su progetto dell'ingegnere Raineri e modificato dall'architetto Gola, fu edificato, a spese della città di Racconigi su terreno donato dal re Carlo Alberto, in seguito all'erezione a città e alla costruzione della nuova piazza prospiciente al castello. Ha facciata neoclassica, rientrante rispetto al corpo principale dell'edificio e simile a quella meridionale del castello. Era previsto e non fu mai realizzato un edificio simmetrico e gemello sul lato opposto della piazza. La costruzione, approvata il 30 luglio 1838, fu terminata nel 1842. Il costo della costruzione fu di 239 000 lire. Al suo interno ospita numerose lapidi commemorative tra cui quella in ricordo di Vittorio Emanuele III e della regina Elena e la lapide commemorativa del generale Pietro Toselli. Sotto i portici sono sistemate le lapidi commemorative dei caduti delle guerre mondiali e i busti di re Carlo Alberto e di Umberto II di Savoia.

#### Torre civica
La torre civica, risalente al XVI secolo, è in realtà un campanile, ciò che rimane della chiesa dei servi di Maria, un tempo luogo di sepoltura dei signori di Savoia-Racconigi e abbattuta nel XIX secolo per aprire la piazza intitolata a Bartolomeo Muzzone.
La torre, dipinta con colori vivaci, modificata nella parte superiore con l'inserimento di merli, ospita una sirena risalente alla seconda guerra mondiale che viene fatta suonare, ogni giorno, a mezzogiorno.

#### Ex manicomio provinciale
La struttura fu progettata nel 1789 da Filippo Castelli e i lavori furono terminati tra il 1825 e il 1828. Il re Carlo Alberto il 23 settembre 1834 lo inaugurò l'edificio a collegio per i figli dei militari. Nel 1868 il collegio venne soppresso. Dal 1870 la struttura ospitò il manicomio con disponibilità per circa duecento pazienti. Nel corso del 1900 furono costruiti tre nuovi padiglioni: nel 1914 il Tamburini, nel 1930 il Morselli e nel 1955 il Marro. Il manicomio venne chiuso nel 1981.

#### Tenuta Berroni
Villa barocca di gusto francese costruita nel 1773 per il nobile De Laugier con un imponente salone centrale decorato a stucchi. All'interno lussuose stanze: la sala rossa, la sala da pranzo, la Galleria di caccia, la Camera di Carlo Alberto, la Camera blu e la Camera dei guardaroba.

### Altro

#### Piazza Vittorio Emanuele II

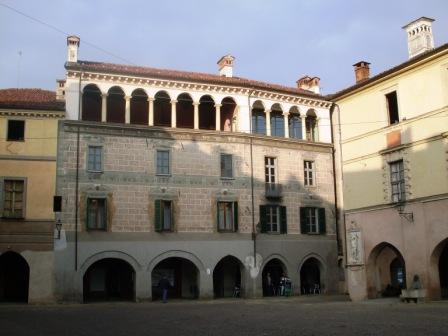
Piazza Vittorio Emanuele II, palazzo Maccagno

Piazza Vittorio Emanuele II è l'antica Platea Communis di Racconigi. Si apre all'incrocio delle vie Roma, Levis e Angelo Spada, fino al 1835 sede di transito della strada reale da Torino a Nizza. Risultato del successivi accorpamenti delle case nobiliari durante i secoli XVI e XVII, la piazza appare oggi dominata dell'imponente palazzo Maccagno dalla facciata decorata e dotato di altana. Affacciano sulla piazza anche il palazzi Balegno, Ferrero e Pochettino di Serravalle. All'incrocio con l'attigua piazza Roma si erge l'antico palazzo di città sede, fino alla costruzione del nuovo municipio, delle riunioni della comunità di Racconigi.
La piazza è interamente circondata da portici. Sul lato orientale è presente un bassorilievo in marmo, risalente al 1631 dedicato a san Giovanni Battista in memoria del voto per la liberazione dalla peste dell'anno precedente.
La piazza è conosciuta come piazza degli Uomini: tale nome deriva dal fatto che anticamente qui si tenevano le riunioni dei capifamiglia; ancora oggi nei giorni di mercato gli uomini si ritrovano in questa piazza piuttosto che altrove.

#### Viale Monumentale
Il viale (La Lea o Leia in piemontese) è posto in asse con il Castello e si diparte dalla Piazza Carlo Alberto procedendo in direzione sud per circa 1,5 km. È formato da una doppia fila di platani (alcuni dei quali risalenti a fine ottocento) e da due passaggi pedonali ai lati della carreggiata centrale. È affiancato da un canale. A circa metà del suo sviluppo incrocia il ponte e le chiuse del canale derivatore della Brunotta.
Al fondo verso la fine dell'abitato c'è un rondò, slargo a forma circolare che serviva alle carrozze per fare manovra. Attualmente è percorso dalla traversa interna della Strada statale 20 del Colle di Tenda e di Valle Roja.

## Società

### Evoluzione demografica
La popolazione di Racconigi, sulla base dei censimenti decennali, è rimasta abbastanza stabile nel tempo. Il minimo storico è stato raggiunto nel 1936. Nel corso del 2009 la popolazione è tornata a superare la soglia dei diecimila abitanti, anche grazie al costate afflusso di persone provenienti dall'estero.
| Evoluzione storica della popolazione residente al 1º gennaio periodo 2001/2009 | Evoluzione storica della popolazione residente al 1º gennaio periodo 2001/2009 |
| ------------------------------------------------------------------------------ | ------------------------------------------------------------------------------ |
| 2001                                                                           | 9856                                                                           |
| 2002                                                                           | 9838                                                                           |
| 2003                                                                           | 9779                                                                           |
| 2004                                                                           | 9825                                                                           |
| 2005                                                                           | 9886                                                                           |
| 2006                                                                           | 9804                                                                           |
| 2007                                                                           | 9908                                                                           |
| 2008                                                                           | 9998                                                                           |
| 2009                                                                           | 10068                                                                          |
| 2010                                                                           | 10145                                                                          |

Abitanti censiti

Il comune di Racconigi è il decimo comune più popoloso della provincia di Cuneo dopo Busca.
Ha una densità abitativa mediamente oscillante sui 205 abitanti per km² e un numero di famiglie pari a 4 248.

### Etnie e minoranze straniere
Secondo i dati Istat al 31 dicembre 2017 i cittadini stranieri residenti a Racconigi sono 1 035, così suddivisi per nazionalità, elencando per le presenze più significative:
1. Marocco, 317
2. Romania, 254
3. Albania, 158
4. India, 104
5. Senegal, 49
6. Perù, 22

Sono attivi progetti di collaborazione e integrazione. Il 26 settembre 2009 si è svolto "Condividere: incontro delle Comunità provenienti da diversi paesi presenti a Racconigi" prima festa multietnica che ha coinvolto l'intera cittadinanza.

### Lingue e dialetti
Accanto all'italiano è ancora forte l'utilizzo del piemontese nella variante torinese.

### Religione
La maggioranza della popolazione professa la religione cristiana nella confessione cattolica.
Racconigi è inclusa nel territorio dell'arcidiocesi di Torino, Distretto pastorale Torino Sud-Est
Zona Vicariale 21: Bra - Savigliano.
Tutto il comune fa parte di una sola parrocchia, sotto il titolo di Parrocchia di San Giovanni Battista e Santa Maria Maggiore, creata a metà degli anni ottanta, accorpando le due parrocchie della città.
Oltre le chiese parrocchiali sono regolarmente officiate le seguenti chiese: Santuario Reale Madonna delle Grazie, chiesa di San Domenico, chiesa dei Cappuccini (San Francesco), le chiese delle frazioni Oia, Canapile e Tagliata nonché sono ancora aperte al culto le chiese minori di San Rocco, Madonna della Porta e Madonna di Vico in località Martinetto.
In questa parrocchia si trovano gli istituti religiosi delle Figlie di San Giuseppe C.F.S.G. fondate dal Beato Clemente Marchisio, nativo di Racconigi.

### Qualità della vita
Il reddito medio nell'anno 2020 è stato di 25 327 euro.

## Cultura

### Istruzione

#### Biblioteche
- Biblioteca civica,[64] fondata nel 1977.
- Biblioteca dell'ex Ospedale psichiatrico,[65] fondato nel 1930.

#### Scuole
Racconigi ospita le seguenti scuole divise per grado:
- Asilo Nido "Madre Teresa".[66]
- Asilo infantile Ribotta (privata, parificata, aderente Fism)
- Scuola dell'infanzia "Salvo d'Acquisto"[67]
- Scuola primaria "Aldo Moro"[68]
- Scuola Media "Muzzone"[69]
- I.I.S. Arimondi-Eula (ITC - ITIS - Liceo)

### Manifestazioni
- Il Trovarobe 4 domenica del mese mercatino dell'antiquariato.
- Il Regio a Racconigi[70]
- Carnevale di Racconigi[71]
- Presepe di Racconigi
- Palio dei Borghi di Racconigi, organizzato dall'Associazione Tocca a Noi Racconigi
- Settembre Racconigese, organizzato dalla Proloco Cittadina RacconigiAttiva

### Iniziative culturali
Oltre alle manifestazioni storiche ogni anno a Natale la cittadina sviluppa un cortometraggio natalizio dal titolo "Racconigi A Natale", prodotto dall'azienda locale EP e ideato da un regista racconigese. Il cortometraggio ogni anno è ambientato nella cittadina e abbraccia un tema sociale. La sesta edizione (2024) ha unito il clima natalizio a quello della demenza senile e dell'Alzehimer realizzato a sostegno della Associazione Italiana Ricerca Alzheimer Onlus - Airalzh.

## Geografia antropica

### Urbanistica

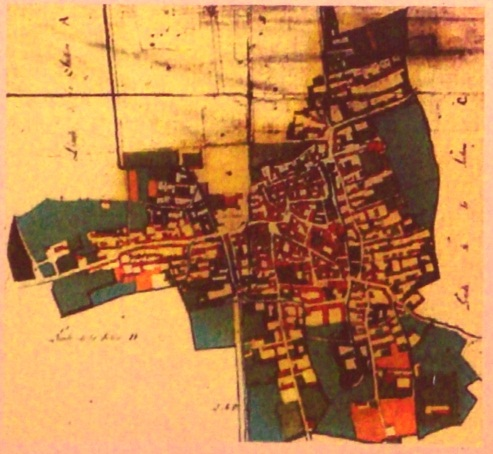
Tavola a colori Catasto napoleonico XIX secolo

Il sito originario della città di Racconigi era posto più a est dell'attuale nella zona attorno alla pieve di San Dalmazzo (abbattuta nel XIX secolo).
Con la costruzione del castello fortificato inizia a formarsi l'insediamento attuale posto più verso ovest. Esso si sviluppava lungo tre direttrici. La contrada del Pozzo (attuale via Angelo Spada) che provenendo dalla zona della chiesa di Santa Maria e aveva andamento est ovest, la contrada di San Giovanni, parallela alla precedente ma ubicata più a nord e la contrada o via di Macra che aveva invece direzione ovest est. Le tre direttrici confluivano, e tuttora confluiscono, nella Platea Communis (attuale piazza Vittorio Emanuele II), fulcro della vita comunale del Medioevo nonché luogo di mercato. Ciascun terziere aveva il suo ayrale ovvero un insieme di cascine agricole all'interno del borgo.
A partire dal 1266 vengono edificate le mura che delimitano e cristallizzano l'espansione del nucleo cittadino.
Dal catasto del 1568 il modello abitativo racconigese appare segnato da un aumento del numero di abitazioni fuori dalle mura con in cascine sparse e stasi del nucleo centrale.
Nel corso del Seicento e del Settecento si assiste alla costruzione di nuove chiese e conventi con relative demolizioni e ristrutturazione dello spazio urbano. Nel Settecento, in particolare, dal vicino torrente Maira, cominciano a essere derivati canali detti "bealere", destinati a alimentare i numerosi setifici sorti nel medesimo periodo e che trasformano la città da centro agricolo a centro pre-industriale.
Nell'Ottocento le trasformazioni del castello per volere di Carlo Alberto di Savoia comportano alcuni mutamenti nella struttura dello spazio cittadino. Viene demolito il quartiere posto a nord est del centro per l'ampliamento del parco. Si dà inizio alla costruzione della grande piazza Castello, demolendo un consistente tratto di via Morosini che fino a quel momento correva di fronte al castello; nel medesimo tempo viene costruito il nuovo palazzo comunale e creato il viale monumentale in asse con il castello: l'attuale corso Principi di Piemonte. A fine ottocento viene costruito il nuovo ponte sul torrente Maira.
Nel corso del Novecento, la zona attorno alla stazione ferroviaria è stata sito di costruzione di ville liberty e di edifici di architettura razionalista come la Caserma dei Carabinieri e l'ex Casa dell'Orfano ora Scuola dell'Infanzia. Nel dopoguerra, accanto a demolizioni e costruzioni di nuovi palazzi che hanno in parte stravolto il tessuto originario del centro storico sono sorti nuovi quartieri a nord e sud dell'abitato caratterizzati da villette moderne e da nuovi edifici destinati a abitazioni popolari.
È attualmente in fase di studio avanzato un progetto di riqualificazione del centro storico, della piazza antistante il castello e dell'area dell'ex Ospedale Psichiatrico.

### Suddivisioni storiche

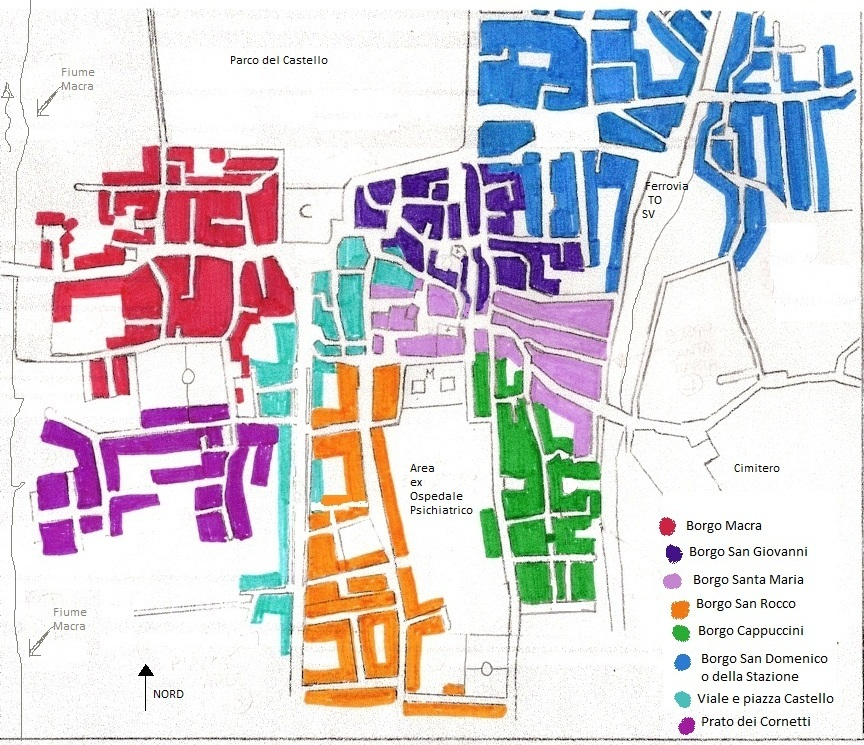
Mappa dei quartieri di Racconigi

Racconigi è suddivisa in quartieri che localmente vengono indicato con il termine di "borghi". Derivano dai terzieri medievali e sono attualmente sei, oltre alla zona di Piazza Castello e del Viale e alla località detta "Prati dei Cornetti". Pur facendo parte del concentrico assumono spesso connotazioni proprie e così sono percepiti dai loro abitanti che tendono a indicare, accanto alla via dove abitano, anche il borgo in cui si trova.
- Borgo Macra:[78] è uno dei quartieri storici della città già presente nella Racconigi medioevale. Si estende a ovest del concentrico e come limiti ha la piazza castello e il ponte sul fiume Macra, sviluppandosi attorno alla spina centrale di corso Regina Margherita. Densamente popolato il borgo è, tra i quartieri cittadini, quello che nel tempo ha mantenuto più viva la propria identità e le tradizioni popolari. Al centro del borgo si trova il Santuario reale della Madonna delle Grazie.
- Borgo di Santa Maria e San Giovanni
- Borgo di San Rocco e Cappuccini
- Borgo di San Domenico

## Economia
L'economia del paese è mista. È molto sviluppata l'agricoltura, soprattutto a carattere familiare. Presenza di piccole e medie imprese industriali.

### Agricoltura
(Goffredo Casalis.)
L'agricoltura è caratterizzata da coltivazioni intensive soprattutto di natura cerealicola. Mais, grano, soia rappresentano una percentuale rilevante delle colture locali favorite dalla presenza di abbondante acqua derivata dal torrente Macra e dalle numerose risorgive la cui acqua è sfruttata grazie ai pozzi artesiani
Parte dei campi sono utilizzati per ricavare foraggio da destinarsi agli allevamenti di bovini di razza fassona e di suini. Di minor rilievo sono la coltivazione di erbe officinali, tra cui la menta, e quella del pomodoro.
L'agricoltura nell'ultimo ventennio si è modernizzata, riducendo l'uso di fitofarmaci a favore di colture a minor impatto ambientale, adottando macchinari moderni e prediligendo semi OGM-free.

### Industria
Fino alla prima metà del novecento l'industria di Racconigi era specializzata nella produzione di seta. A partire dagli anni sessanta si è assistito a una riqualificazione grazie all'impianto della ditta Gft-FACIS, operante nel settore dell'abbigliamento e fallita negli anni novanta.
Il tessuto industriale racconigese era costituito da fabbriche di piccole-medie dimensioni che operavano nel settore meccanico artigianale in appoggio all'indotto industriale della Fiat. Oggi, nel settore siderurgico e delle lavorazioni dell'acciaio si è sviluppato un polo industriale a nord dell'abitato costituito dalla Profilmec, La.Re, e altri impianti facenti capo alla ILVA. Accanto a esse si sono sviluppate a partire dagli anni settanta e ottanta industrie di medie dimensioni operanti nel settore della plastica, dell'automazione industriale e civile (Monetti, oggi trasferita a Monasterolo di Savigliano) e V2.
Nel periodo più recente sono sorti stabilimenti per la produzione di prodotti lattiero caseari e alimentari.

### Commercio
Il centro cittadino è densamente popolato da negozi e attività commerciali al dettaglio, alcune di queste portano avanti arti tradizionali. Gran parte di queste sono parte dell'associazione Racconigincentro che congloba i negozi in una sorta di centro commerciale naturale.

## Comunicazioni e trasporti

### Rete Stradale
Le principali direttrici di traffico che interessano Racconigi sono:
- Strada statale 20 del Colle di Tenda e di Valle Roja che attraversa l'abitato in direzione nord-sud, attualmente collegata con bretella di circonvallazione.
- SP29 Strada provinciale Barge-Racconigi-Canale
- SP30 Strada provinciale Racconigi-Casalgrasso
- SP146 Strada provinciale Racconigi-Cavallerleone

Per quanto riguarda la rete autostradale è collegata alla vicina A6, Torino-Savona, attraverso i caselli di Carmagnola e Marene.

### Ferrovie
La città di Racconigi è collegata tramite ferrovia con Torino e Cuneo. La stazione di Racconigi è sita sulla linea FS linea FS Torino-Fossano-Savona ed è posta al km progressivo 24+579.

### Trasporti
Il comune non dispone di servizio di trasporto urbano e extraurbano proprio.
Racconigi è collegata con i paesi vicini da linee di bus privati. Le principali tratte che interessano la città sono:
- Canale-Sommariva Bosco-Racconigi[83]
- Villafranca-Racconigi-Lombriasco-Pancalieri[84]
- Savigliano-Racconigi-Pancalieri[85]

Esiste un servizio di trasporto per alunni della scuola dell'infanzia, scuola primaria e scuole medie.

## Amministrazione
Di seguito è presentata una tabella relativa alle amministrazioni che si sono succedute in questo comune.
| Periodo          | Periodo          | Primo cittadino             | Partito                            | Carica      | Note          |
| ---------------- | ---------------- | --------------------------- | ---------------------------------- | ----------- | ------------- |
| 2 luglio 1985    | 26 luglio 1990   | Adriano Tosello             | Democrazia Cristiana               | Sindaco     | [ 86 ]        |
| 26 luglio 1990   | 26 giugno 1993   | Bartolomeo Bonino           | Democrazia Cristiana               | Sindaco     | [ 86 ]        |
| 26 agosto 1993   | 22 novembre 1993 | Tancredi Bruno Di Clarafond |                                    | Comm. pref. | [ 86 ]        |
| 22 novembre 1993 | 17 novembre 1997 | Giuseppe Marinetti          | Partito Democratico della Sinistra | Sindaco     | [ 86 ]        |
| 17 novembre 1997 | 28 maggio 2002   | Giuseppe Marinetti          | Partito Democratico della Sinistra | Sindaco     | [ 86 ]        |
| 28 maggio 2002   | 29 maggio 2007   | Adriano Tosello             | Centro-destra                      | Sindaco     | [ 86 ] [ 87 ] |
| 29 maggio 2007   | 7 maggio 2012    | Adriano Tosello             | Centro-destra                      | Sindaco     | [ 86 ]        |
| 7 maggio 2012    | 11 giugno 2017   | Gianpiero Brunetti          | Centro-sinistra                    | Sindaco     | [ 86 ]        |
| 12 giugno 2017   | 12 giugno 2022   | Valerio Oderda              | Centro-destra                      | Sindaco     | [ 86 ]        |
| 12 giugno 2022   | "in carica"      | Valerio Oderda              | Fratelli d'Italia                  | Sindaco     | [ 86 ]        |

### Gemellaggi
- Bonneville, dal 1990
- Cascais, dal 2003

## Sport

### Calcio
A Racconigi sono presenti due società di calcio:
- A.S.D. Racconigi '86, nata nel 1986, milita nel girone B di Terza Categoria Cuneo, la squadra femminile milita nel girone B di Eccellenza Piemonte.
- A.S.D. Atletico Racconigi, nata nel 2007, milita nel girone C in Promozione.

In passato, ha militato tra i campionati dilettantistici regionali l'A.C. Racconigi, storica squadra cittadina, sciolta nel 2021.

### Ciclismo
Racconigi ha ospitato per due volte la partenza di tappa del Giro d'Italia: la prima volta nel 1997 la seconda nel 1999. In entrambi i casi la partenza fu fissata dalla piazza antistante il Castello.
Tappe del Giro d'Italia con partenza da Racconigi
| Anno               | Tappa | Percorso                     | km  | Vincitore di tappa | Maglia rosa   |
| ------------------ | ----- | ---------------------------- | --- | ------------------ | ------------- |
| Giro d'Italia 1997 | 14ª   | Racconigi-Breuil-Cervinia    | 238 | Ivan Gotti         | Ivan Gotti    |
| Giro d'Italia 1999 | 15ª   | Racconigi-Santuario di Oropa | 160 | Marco Pantani      | Marco Pantani |